# Esprels
Esprels település Franciaországban, Haute-Saône megyében. Lakosainak száma 711 fő (2022. január 1.). Esprels Borey, Chassey-lès-Montbozon, Autrey-le-Vay, Marast, Pont-sur-l’Ognon és Vallerois-le-Bois községekkel határos.

## Népesség
A település népességének változása:
| Lakosok száma | 712  | 720  | 747  | 733  | 733  | 735  | 734  | 723  | 711  |
|               | 2013 | 2015 | 2016 | 2017 | 2018 | 2019 | 2020 | 2021 | 2022 |